# Mellilla rilevaria
Mellilla rilevaria là một loài bướm đêm trong họ Geometridae.